# Monumento a Jorge Isaacs
El monumento A María, también conocido como Monumento a Jorge Isaacs, es un monumento en homenaje a la novela María y a su autor, Jorge Isaacs.
El monumento está compuesto por varias esculturas realizadas con mármol blanco de Carrara, el mismo material del David de Miguel Ángel. Las figuras de mármol representadas en el monumento son personajes de la obra: Los protagonistas Efraín y María, el perro Mayo y el cuervo,  y un busto del autor en la parte superior del mismo. Originalmente el monumento también poseía escalinatas, ornamentos para su iluminación y verjas a su alrededor las cuales se perdieron o retiraron en la sucesivas modificaciones y traslados que sufrió el monumento.

## Historia

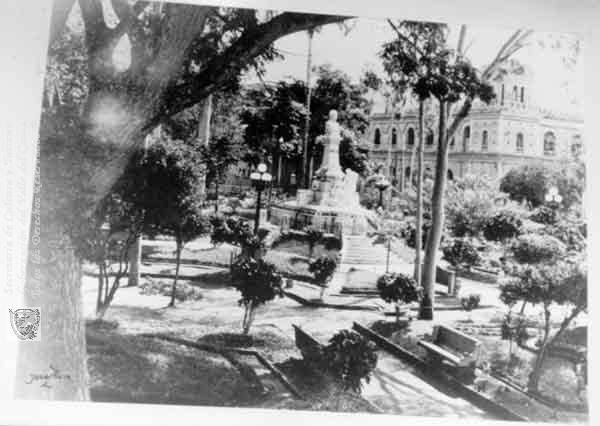
C. 1940. El monumento antes de que se le retirara el pedestal. Cerca al Batallón Pichincha.

En 1920 varias damas de Santiago de Cali y Buga, y admiradoras de la obra de Jorge Isaacs decidieron rendirle tributo al autor y su obra construyendo un monumento que reflejara la obra. Para ello se designó al escultor catalán Luis A. Parrera para diseñar el monumento. El mismo debía recrear la novela utilizando los personajes más representativos de la obra.
Una vez terminada la escultura esta llegó desde España y fue ubicada en la casa en la que vivió el autor, ubicada en el barrio El Peñón, en el mismo lugar donde Jorge Isaacs terminó su obra maestra. Más tarde, debido al crecimiento de la ciudad el monumento fue desplazado a orillas del río Cali, en un parque que fue bautizado como Parque de Efraín y María. Fue en este lugar dónde el monumento sufrió una modificación que le retiró el pedestal en la que se ubicaba y lo dejó a nivel de suelo, rodeado de un jardín.
Alrededor de la época de los Juegos Panamericanos de 1971 el busto del autor fue separado del resto del monumento. Finalmente, una vez construido el Centro Administrativo Municipal (CAM) en el lugar dónde se ubicaba el Batallón Pichincha, el monumento fue colocado en su ubicación actual, cerca a la plazoleta del CAM y contiguo a la pared del Consejo Municipal.
En 2016, ante el notable deterioro de la icónica escultura, se decide comenzar los trabajos para su diagnóstico y restauración, para lo cual se integró un grupo de trabajo con un ingeniero civil, un topógrafo, un restaurador y un geólogo. El diagnóstico, que costó 38 millones de pesos, arrojó como resultado la presencia de grietas, de afectación química por acción del agua y el polvo, manchas amarillas y negras en el conjunto escultórico, la pérdida de la nariz y los dedos de María, que fueron arrancados, la destrucción de la flor que llevaba en la mano y del hocico de Mayo, el perro. Si bien no se encontraron daños estructurales, las reparaciones demandaban nuevo mármol de Carrara.
El monumento sería presentado nuevamente al público, luego de una inversión de 370 millones de pesos, el 6 de diciembre de 2018, manteniendo su ubicación en el Paseo Bolívar.